# Wahlgang

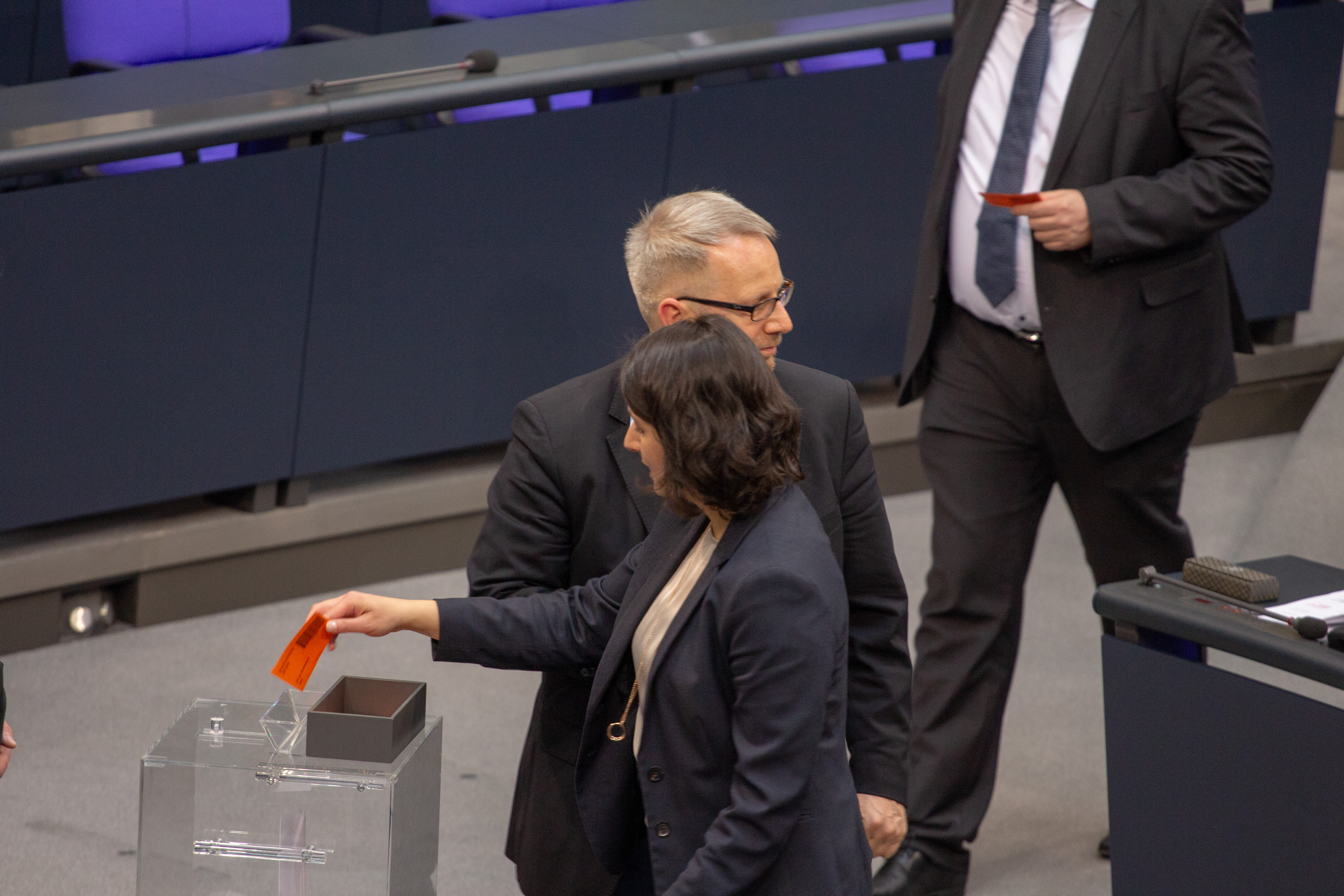
Bei einer namentlichen Abstimmung im Deutschen Bundestag gehen die Abgeordneten zur gläsernen Wahlurne und werfen dort ihre Stimmkarte ein

Ein Wahlgang oder Stimmgang bezeichnet den Vorgang der Stimmabgabe bei einer demokratischen Abstimmung. Vom Wahlgang wird bei einer Personenwahl gesprochen, der Stimmgang meint die Stimmabgabe bei einer Sachentscheidung. Je nach zur Anwendung kommendem Verfahren können ein einziger oder mehrere Wahl- oder Stimmgänge notwendig sein, bevor das Endergebnis feststeht. Wenn bei Wahlen im letzten Stimmgang nur noch zwei Kandidaten gegeneinander antreten, wird von einer Stichwahl gesprochen. In Österreich ist hierfür auch der Ausdruck engere Wahl gebräuchlich.
Wahl- und Stimmgänge sind in einen größeren Stimmprozess eingebettet. Dieser wird insgesamt von einer Leitung organisiert und überwacht, die eine Stimmabgabe gemäß anerkannter Standards („fair und frei“) sicherstellen soll. Die Leitung legt den Beginn und das Ende des Wahl- oder Stimmgangs fest.

## Etymologie

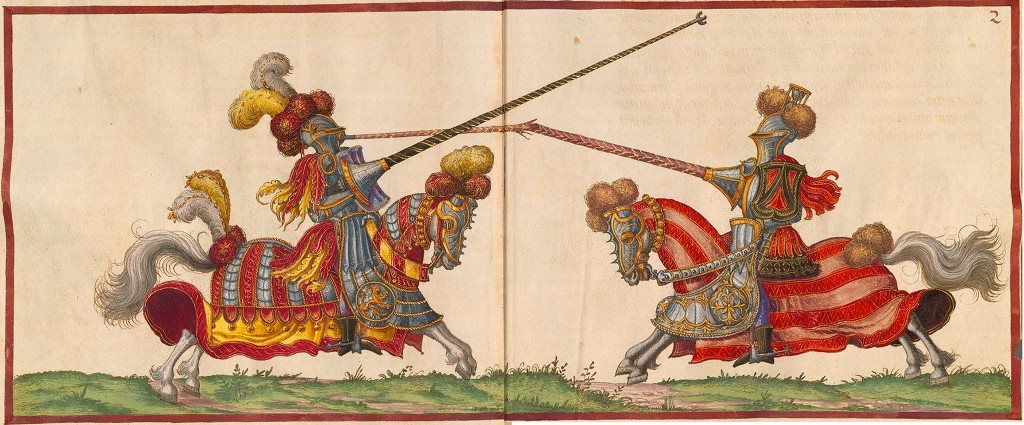
Zwei Ritter treten „zum Stechen“ gegeneinander an

Der Wahlgang beziehungsweise Stimmgang leitet sich vom buchstäblichen Gehen hin zu einem Stimmgerät zwecks Stimmteilnahme ab. Auch bei offenen Wahlen oder Abstimmungen, die in aller Regel durch Aufzeigen am Platz erfolgen, wird im übertragenen Sinne von Wahlgang oder Stimmgang gesprochen.
Der Ausdruck Stichwahl leitet sich von den mittelalterlichen Lanzenturnieren ab, bei denen zwei Ritter „zum Stechen“ gegeneinander antraten. Die Formulierung „zum Stechen antreten“ ist heutzutage auch im Sport, insbesondere im Schieß- und Reitsport, weit verbreitet. Sie betont den duellhaften Charakter der Wahl, bei der nur noch zwei Personen gegeneinander antreten.

## Wahlgang
Die Stimmabgabe bei Personenwahlen wird Wahlgang genannt. Ob eine Wahl in einem oder mehreren Wahlgängen stattfindet und ob der letzte Wahlgang eine Stichwahl zwischen nur noch zwei Kandidaten ist, hängt vom angewendeten Wahlverfahren ab. Je mehr Mandate zu vergeben und je mehr Personen wahlberechtigt sind, umso eher kommen Verfahren mit nur einem Wahlgang zur Anwendung. Sind hingegen nur wenige oder auch nur ein einzelnes Mandat zu vergeben und / oder ist nur ein kleiner Kreis von Personen wahlberechtigt, kommen eher Verfahren mit mehreren Wahlgängen zur Anwendung.
Üblicherweise finden Wahlgänge „am Stück“, also ohne Unterbrechung statt. Aus organisatorischen Gründen, beispielsweise wenn sehr viele Personen wahlberechtigt sind, können sich Wahlgänge jedoch auch über einen längeren Zeitraum hinziehen. So findet der einzige Wahlgang zur Wahl des indischen Parlaments über mehrere Wochen hinweg statt. Besteht eine Wahl aus mehreren Wahlgängen, muss stets das Ergebnis des früheren Wahlgangs vorliegen, bevor der nächste Wahlgang erfolgen kann.

### Beispiele für Wahlen mit nur einem Wahlgang
Wahlen zum Europaparlament werden in Deutschland und Österreich in einem einzigen Wahlgang durchgeführt. Die Wähler geben durch ein Kreuzchen ihre Stimme für die von ihnen bevorzugte Partei ab, die dann anhand einer Liste mit Rangfolge nacheinander den dort aufgeführten Kandidaten zugutekommen. Erreicht der erste Kandidat auf der Liste der Partei die notwendigen Stimmen für ein Mandat, kommen verbleibende Stimmen der nächsten Person auf der Liste zugute und so weiter. Eine Stichwahl ist in diesem Verfahren nicht vorgesehen, die für ein Mandat nicht mehr ausreichenden Reststimmen verfallen.
Ebenfalls mit nur einem Wahlgang, aber mit einer eingebauten Stichwahl funktioniert die sogenannte Integrierte Stichwahl, wie sie beispielsweise bei Wahlen in der Republik Irland zum Einsatz kommt. Dabei bringen Wähler die zur Wahl stehenden Kandidaten selber in eine Rangfolge, indem sie eine Nummerierung vergeben. Die Stimmen werden in mehreren Runden ausgezählt, wobei üblicherweise die Kandidaten mit der geringsten Zustimmung ausscheiden und überzählige Stimmen von bereits erfolgreichen Kandidaten auf die nächste Person in der Rangfolge umverteilt werden. Diese Auszählungsrunden wiederholen sich so lange, bis nur noch Kandidaten mit der notwendigen Zahl an Stimmen für ein Mandat verbleiben. Die Zahl der verfallenen Stimmen wird durch dieses Wahlverfahren minimiert und zugleich die Wähler nicht mit zusätzlichen Wahlgängen belastet.

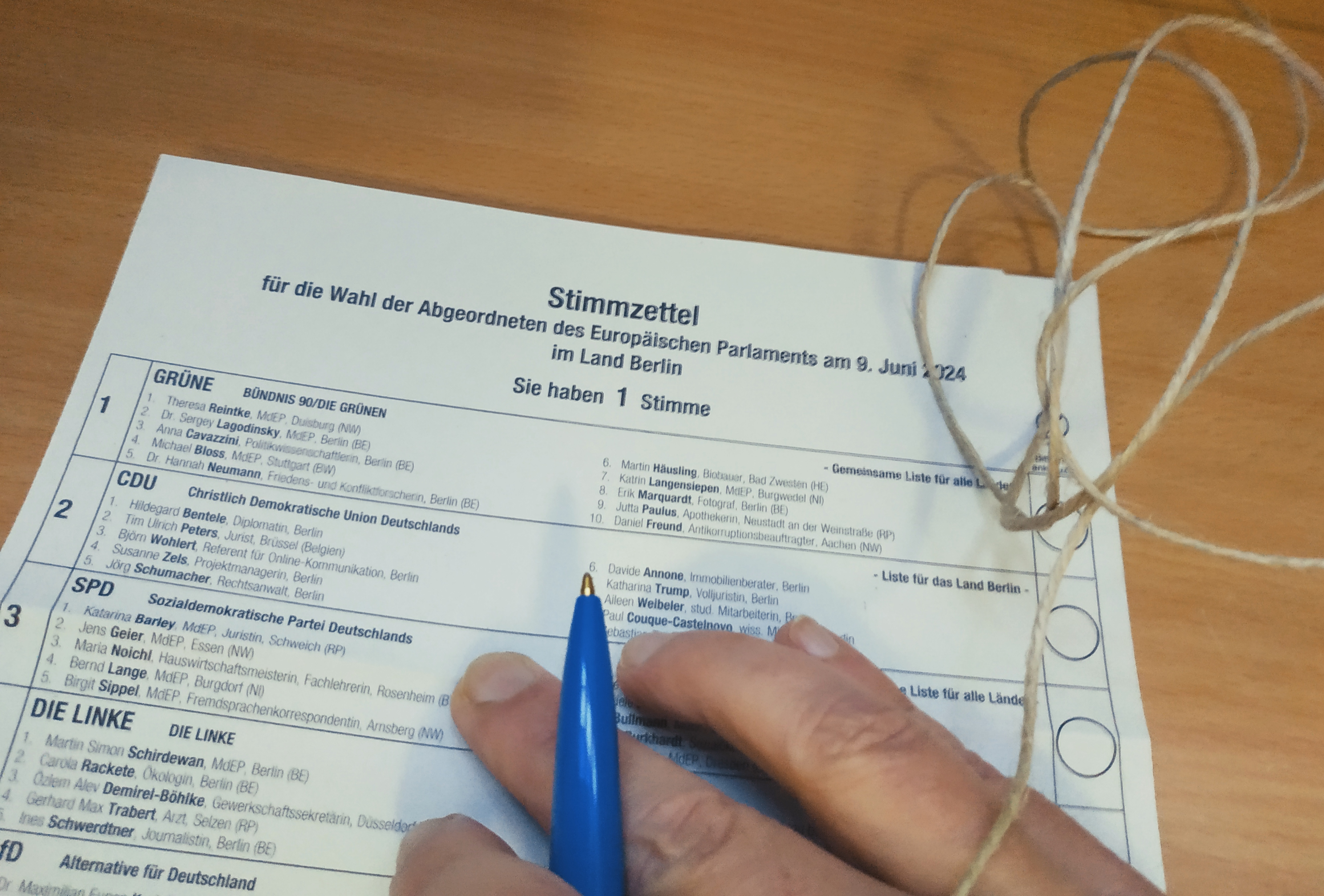
Stimmzettel der Europawahl in Berlin mit nur einem Wahlgang, die Stimmabgabe erfolgt per Kreuzchen für die Liste einer Partei nach Sainte-Laguë-Verfahren
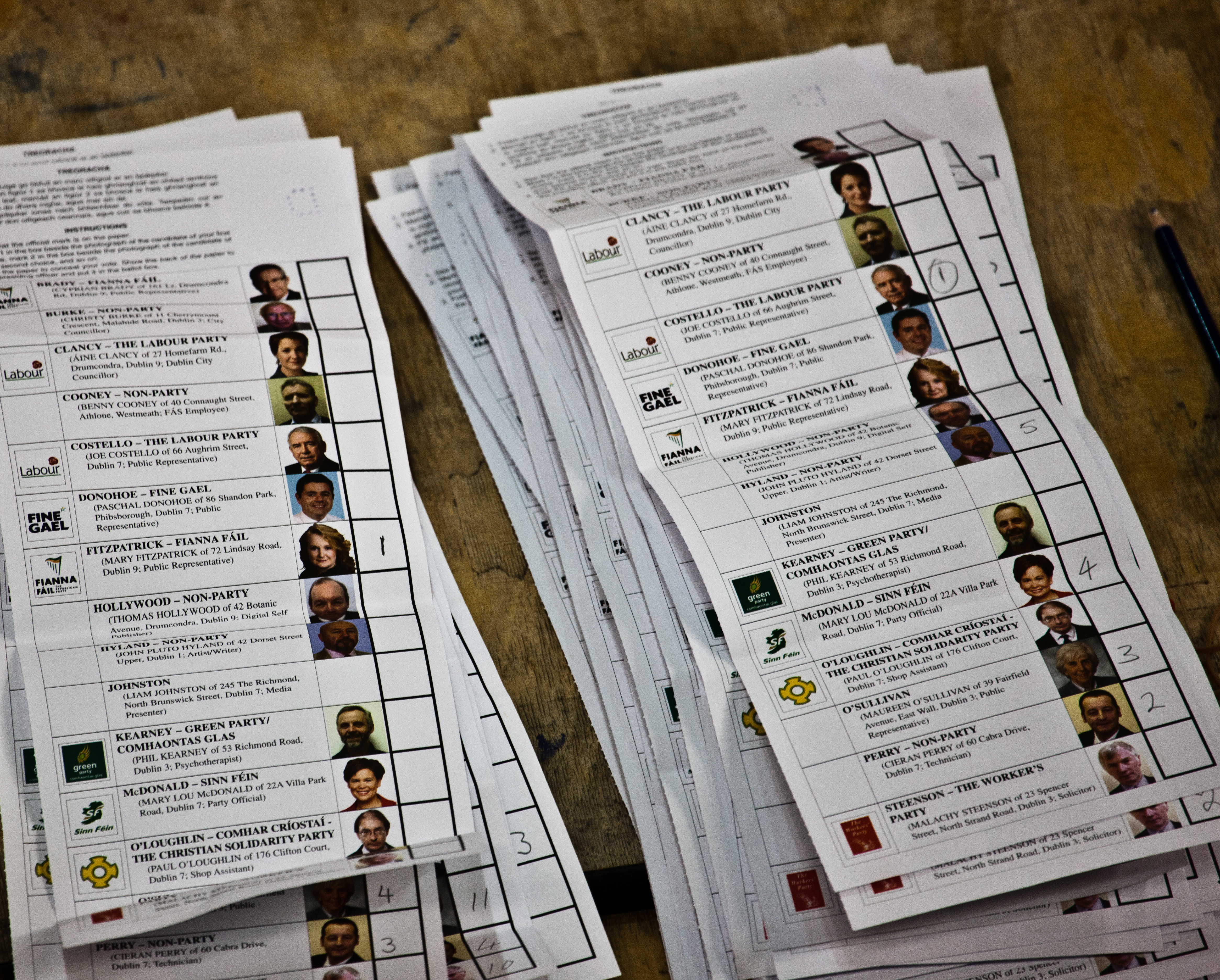
Stimmzettel für die Dublin Central constituency in Irland, die Stimmabgabe erfolgt durch Nummerierung nach Präferenzwahl

### Beispiele für Wahlen mit mehreren Wahlgängen
Ein bekanntes Beispiel für eine Wahl mit einer im Grundsatz unbegrenzten Zahl an Wahlgängen, aber ohne Stichwahl ist die Papstwahl. Um zum Papst gewählt zu werden, muss eine Person zwei Drittel der Stimmen des aus bis zu 135 Personen (Konklave 2025) bestehenden Kollegiums der stimmberechtigten Kardinäle erhalten. Es gibt keine feste Kandidatenliste, die Wähler schreiben den Namen ihres Kandidaten selbst auf ihren Stimmzettel. Dies ist in jedem Wahlgang aufs Neue möglich und es wird lediglich geprüft, ob einer der so Bezeichneten die notwendige Zahl an Stimmen erreicht. Es gibt keine Vorgaben für die Zahl der Wahlgänge und keine Stichwahl.
Die Wahl des deutschen Bundespräsidenten ist ein Beispiel für eine Wahl mit einer Höchstgrenze an Wahlgängen, jedoch ausdrücklich ohne Stichwahl. So hat das Bundesverfassungsgericht festgelegt, dass bei der Wahl des Bundespräsidenten die Würde des Amtes eine Personaldebatte ausdrücklich verbietet, was auch eine Stichwahl um das Amt ausschließt. „Gewählt ist, wer die Stimmen der Mehrheit der Mitglieder der Bundesversammlung erhält. Wird diese Mehrheit in zwei Wahlgängen von keinem Bewerber erreicht, so ist gewählt, wer in einem weiteren Wahlgang die meisten Stimmen auf sich vereinigt.“ Art. 54 Abs. 6 GG. „Für den zweiten und dritten Wahlgang können neue Wahlvorschläge eingebracht werden.“ § 9 Abs. 1 Satz 2 Gesetz über die Wahl des Bundespräsidenten durch die Bundesversammlung.
Die Wahl zum österreichischen Bundespräsidenten ist hingegen ein Beispiel für eine Wahl mit bis zu zwei Wahlgängen, wobei der zweite eine „engere Wahl“ (sprich: Stichwahl) ist. Wenn im ersten Wahlgang kein Kandidat die absolute Mehrheit der abgegebenen gültigen Stimmen des Stimmvolks auf sich vereinen kann, treten in einem zweiten Wahlgang die beiden Kandidaten mit den meisten Stimmen gegeneinander an. Weitere Wahlvorschläge zwischen den Wahlgängen sind somit ausgeschlossen.

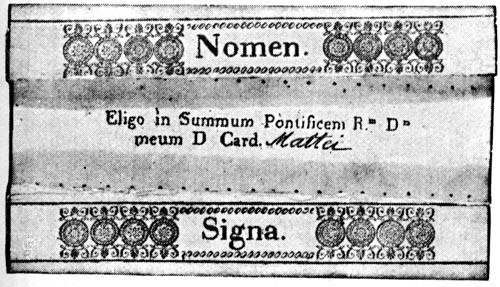
Stimmzettel der Papstwahl 1878, der Name des Kandidaten wurde von Hand eingetragen und der Stimmzetteln namentlich gezeichnet, der siegreiche Kandidat benötigte eine Zweidrittelmehrheit
Stimmzettel des zweiten Wahlgangs der Oberbürgermeisterwahl in Form einer Stichwahl im bayerischen Hof im Jahr 2020, die Stimmabgabe erfolgte mittels Kreuzchen durch einfache Mehrheit
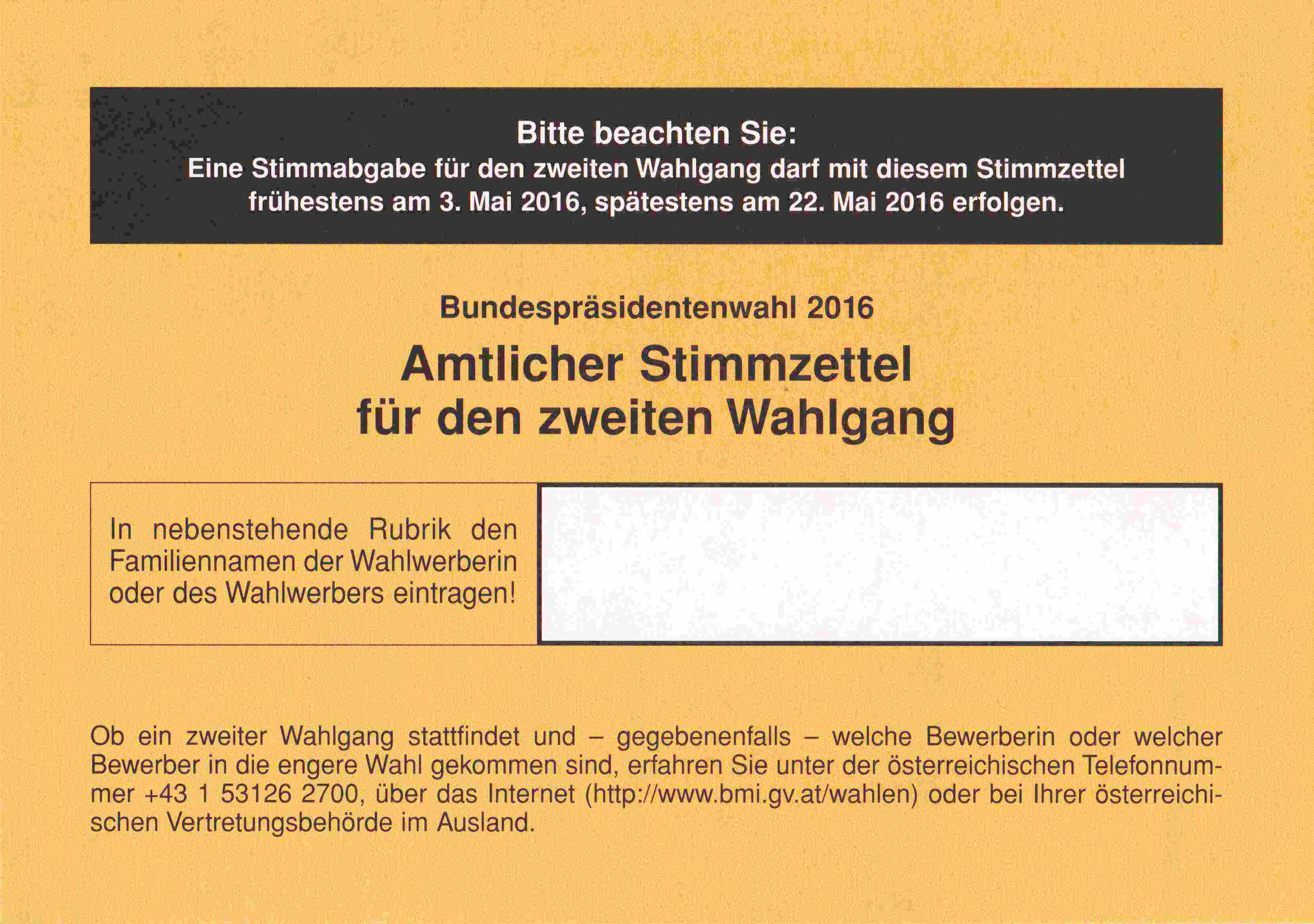
Stimmzettel für die engere Wahl des österreichischen Bundespräsidenten im Jahr 2016, die Stimmabgabe erfolgte durch das Aufschreiben des Namens des Wunschkandidaten, die einfache Mehrheit entschied

## Stimmgänge
Die Stimmabgabe bei Sachabstimmungen wird Stimmgang genannt. Ob eine Sachabstimmung in einem oder mehreren Stimmgängen stattfindet, hängt vor allem vom Gegenstand der Abstimmung ab. Einfache Fragen, wie die nach der Annahme einer Vorlage, die sich unmittelbar mit „Ja“ oder „Nein“ beantworten lassen, werden in aller Regel in einem Stimmgang entschieden. Komplexe Fragen, in denen entweder mehrere Vorschläge gegeneinander oder auch in einer Abhängigkeit zueinander stehen, werden hingegen meist in mehreren Stimmgängen entschieden.

### Abstimmung mit nur einem Stimmgang
Die Eidgenössische Volksabstimmung ist ein Beispiel für eine Abstimmung mit nur einem Stimmgang. Die zur Abstimmung stehende Vorlage wird vom Stimmvolk in einem einzigen Stimmgang mit „Ja“ oder „Nein“ beschieden, die einfache Mehrheit der Stimmen entscheidet.
Darüber hinaus ist es möglich und üblich, über miteinander verbundene Fragen auch auf dem gleichen Stimmzettel in einem einzelnen Stimmgang abzustimmen, wie beispielsweise bei der Frage nach der Verfassungsrevision im Kanton Zürich 1868 oder der geplanten Zusammenlegung der Länder Berlin und Brandenburg im Jahr 1996.
In einigen deutschen Bundesländern, beispielsweise Berlin, ist es zudem möglich, dass das Landesparlament einen Gegenvorschlag zu einem Volksbegehren formuliert. Im anschließenden Volksentscheid wird dann über beide Vorlagen im gleichen Stimmgang mit zwei Stimmfragen getrennt mit „Ja“ oder „Nein“ abgestimmt. Sollten beide Vorlagen eine Mehrheit an „Ja“-Stimmen erhalten, gilt die Vorlage mit der höheren Zustimmung als angenommen. Seltener wird eine dritte Abstimmungsfrage genutzt, bei der Abstimmenden noch einmal ausdrücklich angeben müssen, welche der beiden Vorlagen sie im Fall einer doppelten „Ja“-Mehrheit bevorzugen.

### Abstimmung mit mehreren Stimmgängen
Der häufigste Anwendungsfall für Abstimmungen mit mehreren Stimmgängen findet sich im Vereinsleben. Wenn beispielsweise von einer Mitgliederversammlung zum gleichen Sachverhalt mehrere Änderungsanträge gestellt werden, wird üblicherweise zunächst über den weitreichendsten Antrag in einem ersten Stimmgang abgestimmt. Findet dieser Antrag dort keine Mehrheit, wird in weiteren Stimmgängen über die anderen Anträge zu diesem Sachverhalt abgestimmt. Andernfalls erübrigen sich die weiteren Stimmgänge.
Ein Beispiel für mehrere mögliche Stimmgänge aufgrund des inneren Zusammenhangs ist die Volksabstimmung in Kärnten im Jahr 1920. Dort wurde über die Gebietszugehörigkeit Südkärntens entschieden, das hierfür in zwei Zonen eingeteilt worden war, in denen getrennt und mit zeitlichem Abstand voneinander abgestimmt wurde. Hätte die Abstimmung in Zone I eine Mehrheit für einen Anschluss des Gebiets an das Königreich der Serben, Kroaten und Slowenen ergeben, wäre drei Wochen später ein zweiter Stimmgang in der Zone II gefolgt. Da sich jedoch die Mehrheit der Abstimmenden für einen Verbleib des Gebiets bei der Republik Österreich aussprach, entfiel der zweite Stimmgang.

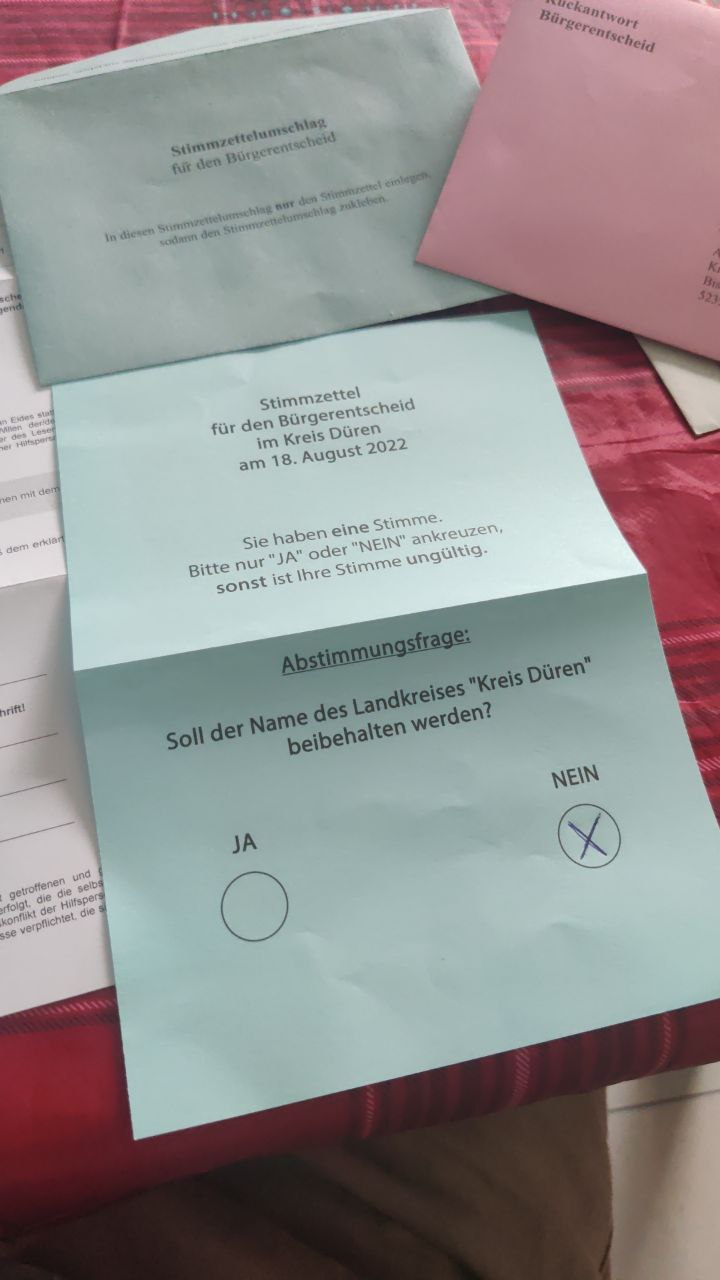
Stimmabgabe 2022 im Bürgerentscheid zu nur einer Frage in einem Stimmgang im Kreis Düren mittels Kreuzchen, es galt kein Abstimmungsquorum, die einfache Mehrheit entschied
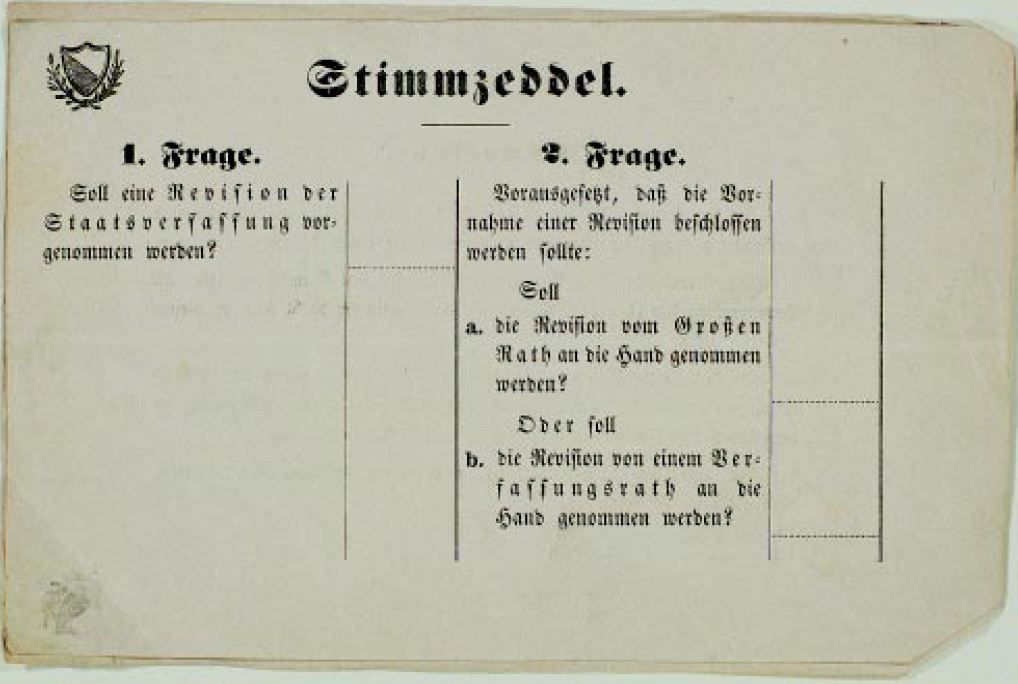
Stimmzettel über die mögliche Verfassungsrevision im Kanton Zürich von 1868 mit zwei verbundenen Stimmfragen in einem Stimmgang, die Stimmabgabe erfolgte durch das Einschreiben von „Ja“ oder „Nein“
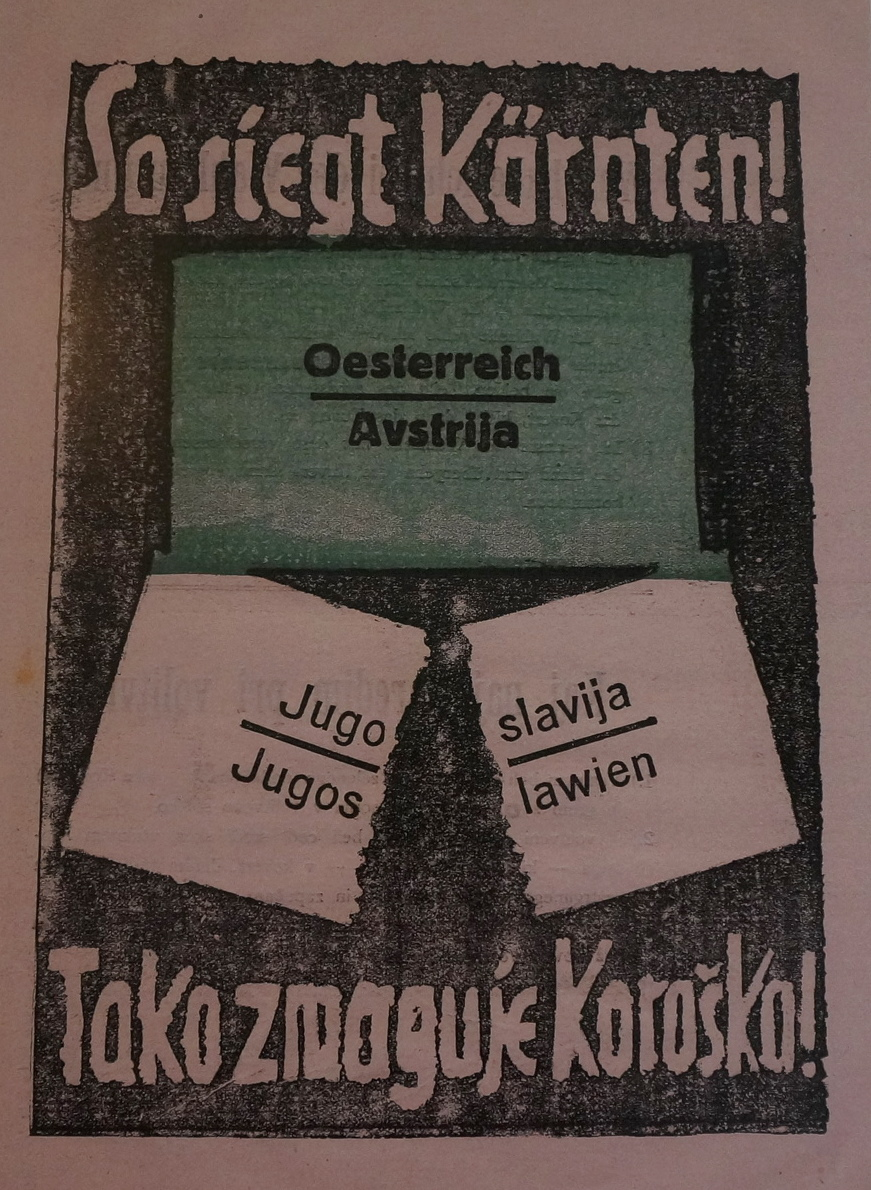
Pro-österreichische Propagandadarstellung aus der Kärntner Volksabstimmung, zur Stimmabgabe wurden zwei vorbedruckte und verschiedenfarbige Zettel ausgereicht, von denen einer zerrissen und beide zusammen in einem Stimmumschlag in die Urne geworfen werden mussten